# 1793 en France
Chronologie de la France
- 1789
- 1790
- 1791
- 1792
- 1793
- 1794
- 1795
- 1796
- 1797

Cette page concerne l'année 1793 du calendrier grégorien.

## Événements
- Émeutes frumentaires durant l’hiver 1792-1793. Les manifestants réclament la taxation des grains. Les municipalités qui leur cèdent sont désavouées par la Convention[1].
- Effort de guerre. 700 fusils sont fabriqués tous les jours. La fonderie de bronze de Paris (frères Perier) produit 1 500 canons par an. Les entrepreneurs de vêtements et les cordonniers sont requis pour équiper les soldats[1].
- Amélioration du réseau routier en Vendée après 1793[2].

### Janvier
- 1er janvier : création du Comité de défense générale dans le but de superviser tous les Comités spécialisés, transformé ultérieurement en Comité de salut public.
- 6 janvier : défaite des troupes françaises du général Sédillot au combat de Hochheim[3].
- 12 janvier : protestations à Marseille, à Rouen et dans d'autres villes pour demander le jugement de Louis XVI sans appel au peuple[3].
- 13 janvier : Basseville, secrétaire de la légation française à Naples, est assassiné à Rome dans une émeute[3].
- 15 janvier : Louis XVI est déclaré coupable de conspiration contre la liberté publique, à l'unanimité (693 voix). L'appel au peuple est rejeté par 423 voix contre 281[3].
- 16-17 janvier : condamnation à mort du roi Louis XVI par la Convention, à une majorité de 387 votes « mort sans condition » sur 721 députés ayant voté. Le 19 janvier, une majorité de 70 voix se prononce contre le sursis à l'application de la peine[3].

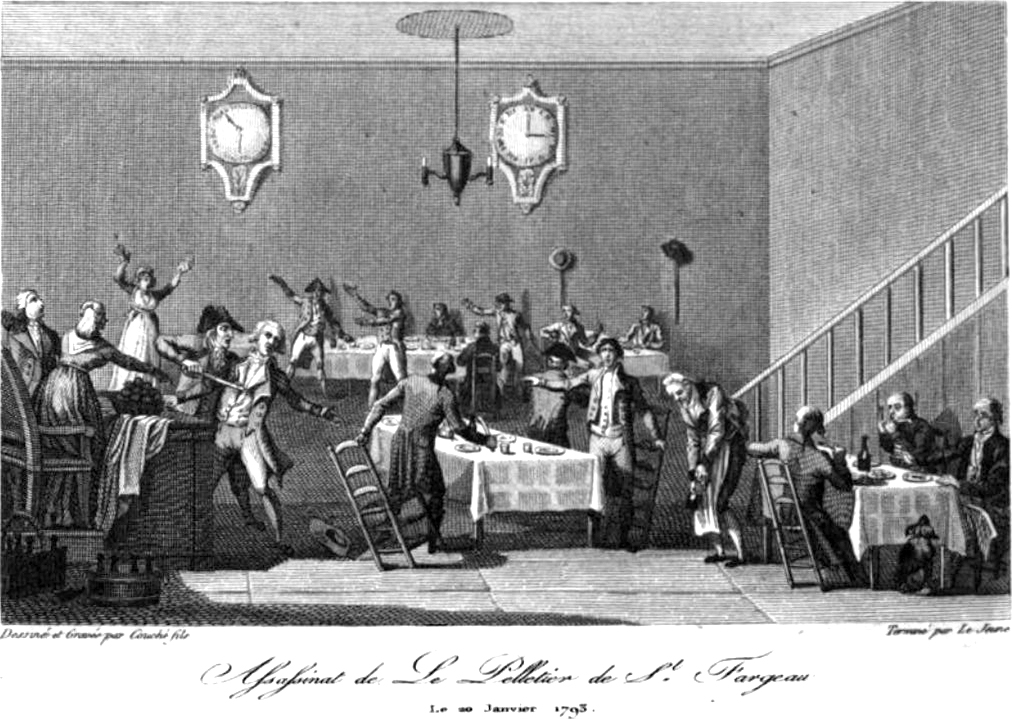
L'Assassinat de Lepeletier de Saint-Fargeau.

- 20 janvier : assassinat au Palais-Royal de Louis-Michel Lepeletier de Saint-Fargeau, député de la Convention par Pâris, un royaliste, parce qu'il avait voté la mort de Louis XVI[4].

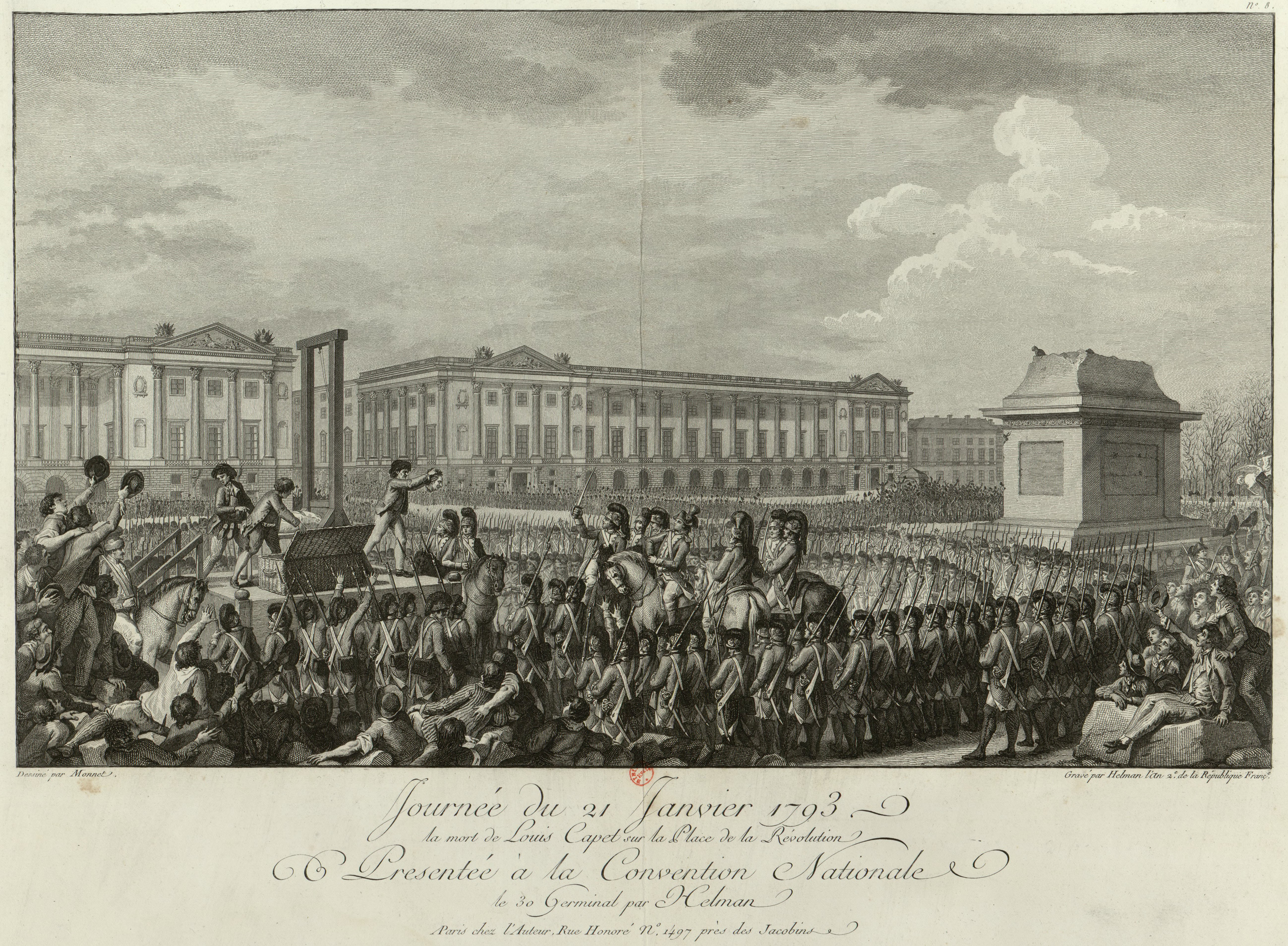
21 janvier : exécution de Louis XVI

- 21 janvier : exécution de Louis XVI, guillotiné à Paris[3].
- 22 janvier : démission de Jean Marie Roland, ministre de l’Intérieur, incapable d’élaborer une politique de prix[5].
- 23 janvier : démission du ministre de la Justice Dominique Joseph Garat[3]. Il remplace Roland comme ministre de l'Intérieur par intérim puis définitivement le 14 mars[5].
- 28 janvier : le comte de Provence, en exil à Hamm, se proclame Régent du royaume de France[3].
- 31 janvier : à la tribune de la Convention, Danton exprime la « doctrine » des frontières naturelles de la France : « Les limites de la France sont marquées par la nature, nous les atteindrons des quatre coins de l’horizon, du côté du Rhin, du côté de l’Océan, du côté des Alpes. Là doivent finir les bornes de notre République[6]. »
- 31 janvier - 14 février : les comtés de Nice et Monaco sont rattachés à la France après un vote de la population et forment le 85e département sous le nom d'Alpes-Maritimes[3].

### Février
- 1er février :
  - la France déclare la guerre à la Grande-Bretagne et aux Provinces-Unies[7] ; début de la Première Coalition : Grande-Bretagne, Autriche, Prusse, Russie, Espagne, Piémont-Sardaigne, Deux-Siciles. Dumouriez parvient à imposer son plan d’offensive en Hollande.
  - décret portant création de huit cents millions en assignats, et qui ordonne la confection des états des biens saisis aux émigrés et des biens affectés à la liste civile[3].
- 6 février : Beurnonville succède à Pache au ministère de la Guerre[1].
- 14 février : prise de Sospello par l'armée française ; décret qui réunit Monaco, Menton et Roquebrune à la France[3].
- 17 février : les troupes françaises envahissent la Hollande[8].
- 21 février : 
  - décret concernant l'amalgame des régiments de l'armée royale et des bataillons de volontaires nationaux. La Convention supprime la dignité de Maréchal de France[9].
  - l'amiral Truguet échoue à prendre Cagliari en Sardaigne[3].
- 24 février : la Convention vote la levée en masse des célibataires ou veufs de 18 à 25 ans (300 000 hommes)[4], ce qui provoque un fort mécontentement paysan et des émeutes à Rouen (1er mai), Amiens (22 juillet) et Montargis (21 mars). La Convention envoie 82 députés pour les réprimer et accélérer la levée en masse[1]. La levée en masse déclenche un soulèvement en Vendée dans la région des Mauges.
- 25 février : 
  - Dumouriez prend Bréda[3].
  - émeute de subsistances à Paris en raison de la cherté du sucre, du savon et des chandelles ; des boutiques d'épiciers sont pillées[4].
- 26 février et 12 août : réorganisation des corps d'infanterie[10].

### Mars
- 2 mars : annexion de la principauté de Salm à la France[11].
- 5 mars : prise de Mont-Sainte-Gertrude par l'armée de Nord commandée par Dumouriez[3].
- 7 mars :
  - première utilisation de la guillotine à Rouen[12].
  - la France déclare la guerre à l'Espagne[7] (guerre des Pyrénées).
- 9 mars : les représentants en mission sont chargés d’accélérer la levée en masse et d’épurer l’administration[4].
- 10 mars : décret sur la création du Tribunal révolutionnaire. Les Sans-culottes mettent à sac les imprimeries girondines[4].

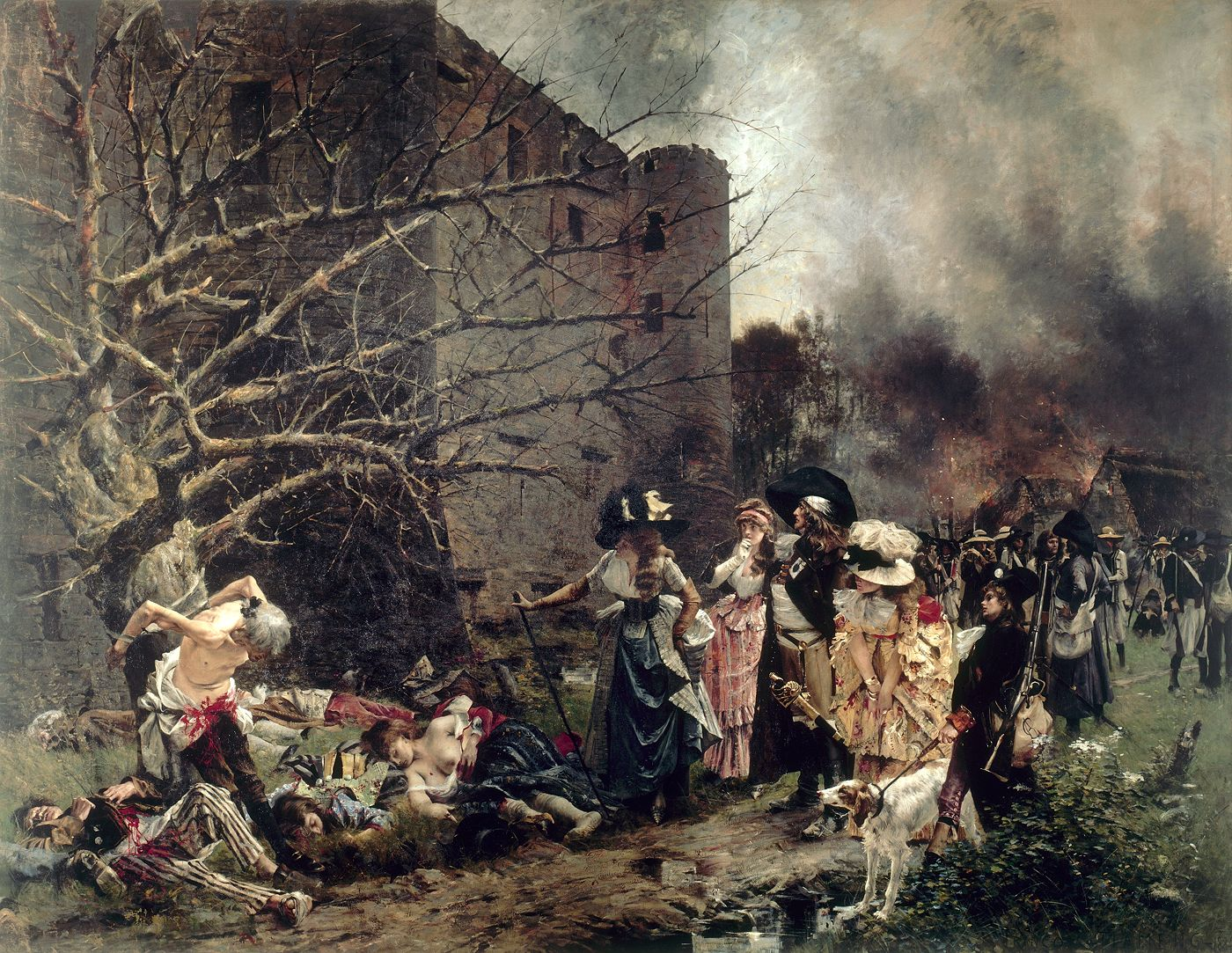
Massacres de Machecoul

- 11 mars : massacres de Machecoul. 100 à 150 sympathisants de la Convention sont massacrés, ce qui constitue le point de départ des guerres de Vendée[13]. 700 paroisses se soulèvent du 10 au 31 mars, constituant la Vendée militaire[14].
- 13 mars :
  - défaite des républicains à Jallais face au soulèvement des paysans de l'Anjou[3].
  - création à Nantes d'un comité central de 5 membres, présidé par le maire de cette ville René Gaston Baco de La Chapelle, recevant les pouvoirs du département, du district et de la ville. Un tribunal criminel est également instauré pour juger les insurgés et la guillotine est dressée sur la place du Bouffay[15].
- 14 mars : prise de Chemillé par Jacques Cathelineau[3].
- 15 mars :
  - Cathelineau prend Cholet avec l'aide de Stofflet[3].
  - combat, prise et reprise de Tirlemont par Dumouriez[3].
- 18 mars : 
  - défaite française de Dumouriez à la bataille de Neerwinden face aux Autrichiens de Cobourg. Les armées françaises refluent et doivent abandonner la Belgique, le Brabant hollandais et la Rhénanie[16].
  - décret ordonnant l'exécution dans les vingt-quatre heures de tout individu convaincu d'être émigré ou prêtre déporté[3].
- 19 mars : 
  - la Convention décrète la peine de mort pour les insurgés capturés les armes à la main[4].
  - bataille de Pont-Charrault[17].
- 20 mars : combat de Stromberg[3].
- 21 mars : 
  - décret qui met en place les comités de surveillance révolutionnaire dans l'ensemble des communes ou sections de commune[4]. Chargés d'établir la liste des étrangers présents sur leur territoire, ils se chargent après la loi du 17 septembre de recenser et surveiller les suspects et de recevoir les dénonciations.
  - émeute à Montargis contre la levée en masse[18].
- 22 mars : combat de Pellenberg[3] ; défaite française de Dumouriez à Louvain ; Bruxelles est reprise le 25 mars par les Autrichiens du prince de Cobourg et Dumouriez abandonne la Belgique[19].
- 23 mars :
  - annexion de Bâle (département du Mont-Terrible)[20].
  - première bataille de Pornic[21].
- Nuits des 23-24 mars et 28-29 mars : échec des deux tentatives d'attaque des Sables-d'Olonne conduite par les chefs vendéens Jolly et La Sécherie[22].
  - défaite de Custine, général en chef de l'armée du Nord, contre le roi Frédéric-Guillaume de Prusse et le prince Hohenlohe au combat de Bingen[23].
  - loi qui déclare les émigrés morts civilement[3].
- 27 mars : prise de Pornic par Charette[21].
- 30 mars : défaite des Prussiens à Ober-Flörsheim[3].
- 31 mars : combat et prise de Viella dans le Val d'Aran par le général Sahuguet[3].

### Avril
- 1er avril : 

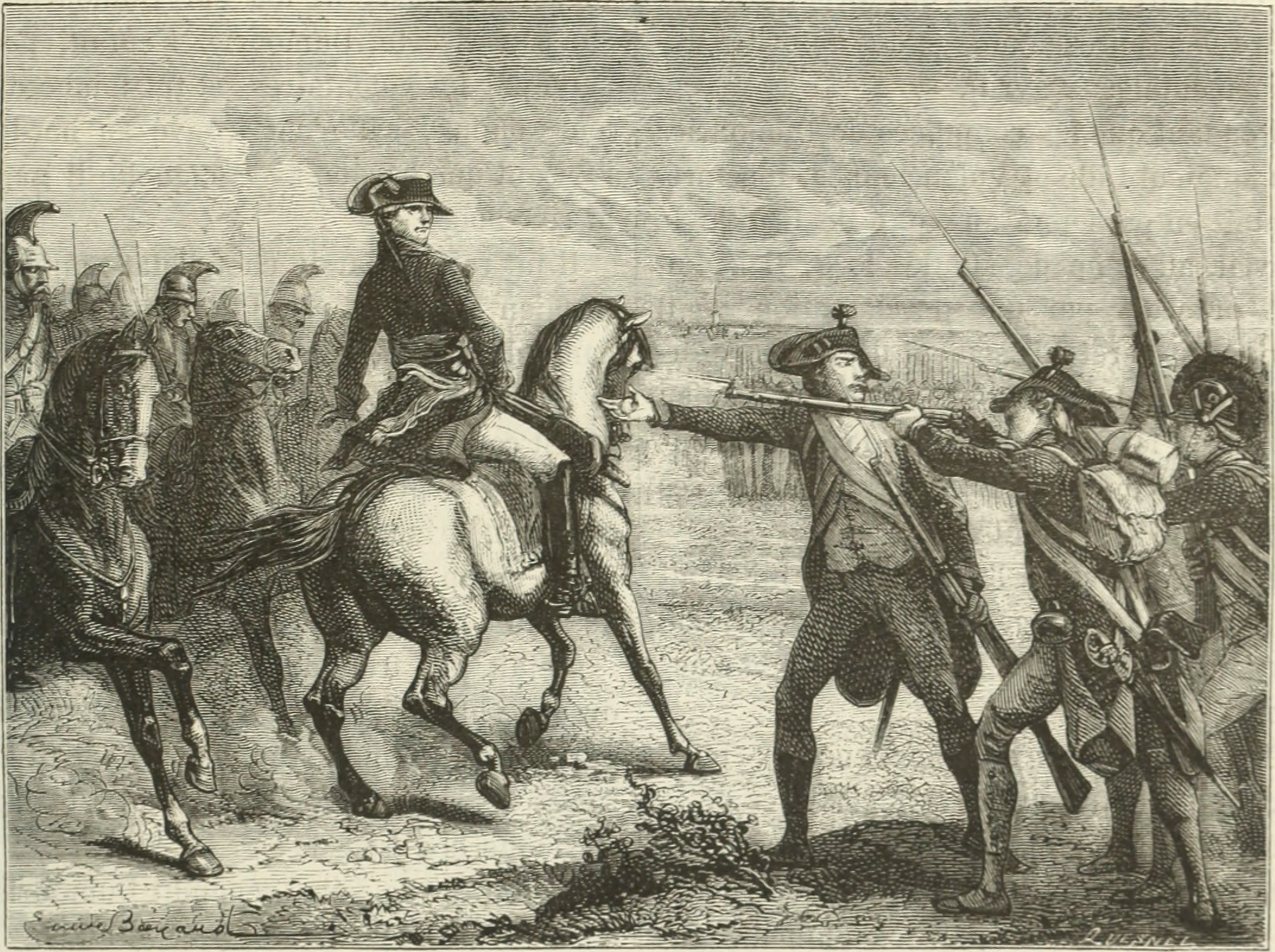
Arrestation des commissaires de la Convention par Dumouriez.

  - début du siège de Mayence par les coalisés[24].
  - Mont-Sainte-Gertrude est reprise par les Autrichiens[3].
  - décret d'accusation des députés de la Convention[25].
  - l'Assemblée législative adopte le télégraphe optique de Chappe[26].
  - les commissaires de la Convention Camus, Quinette, Bancal et Lamarque et le ministre de la guerre Beurnonville, venus arrêter Dumouriez convaincu de trahison, sont livrés par ce dernier aux Autrichiens[3].
- 4-5 avril : trahison de Dumouriez[4].
- 5 avril : aux Jacobins, Augustin Robespierre réclame l'expulsion de tous les généraux étrangers « auxquels nous avons imprudemment confié le commandement de nos armées »[27].
- 6 avril : décret de création du Comité de salut public[4] : Danton, Cambon, Treilhard, Barère, Bréard, Debry bientôt remplacé par Lindet, Guyton-Morveaux, Delacroix, Delmas… Pierre Joseph Cambon devient président du comité des finances (1793-1795). Ce premier Comité de salut public, dominé par Danton du 6 avril au 10 juillet, devient le gouvernement de fait.
- 11 avril : 
  - cours forcé de l'assignat[4].
  - victoire des Vendéens à la bataille de Chemillé[17].
  - première bataille de Coron[28].
- 13 avril : 
  - arrestation de Marat[1].
  - victoire des Vendéens à la bataille des Aubiers[17].  Victoire républicaine à la bataille de Challans sur Charette[29].
- 14 avril : les Britanniques occupent Tobago[30].
- 15 avril : nouvelle défaite vendéenne à Saint-Gervais[21].
- 17 avril : les troupes espagnoles envahissent le Roussillon français dans le secteur de Saint-Laurent-de-Cerdans ; Arles-sur-Tech  est prise le lendemain, Céret le 20 avril[31].
- 19 avril : le général Leygonier est battu par les Vendéens à la Vezins[32].
- 20 avril : première bataille de Port-Saint-Père[33].
- 22 avril : victoire des Vendéens à la bataille de Beaupréau. Victoire républicaine à la bataille de Machecoul[21].
- 23 avril : l'armée espagnole détruit le fort d'Hendaye[3].

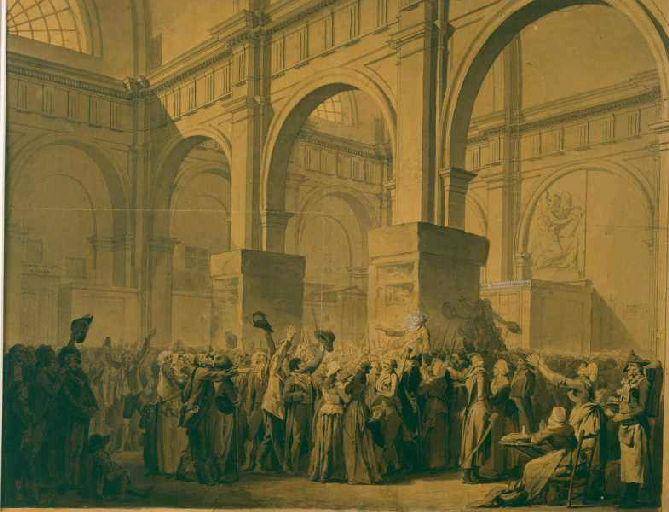
Représentation de l'ancienne salle des Pas-Perdus (disparue, reconstruite en 1853) du Palais de Justice de Paris avec, au fond, la porte donnant accès à la chambre du Tribunal révolutionnaire. Marat, acquitté, y est porté en triomphe le 24 avril 1793.

- 24 avril : Jean-Paul Marat acquitté triomphalement par le Tribunal révolutionnaire[4].
- 29 avril : bataille de Beaulieu-sous-la-Roche[34].
- 30 avril : victoire des Vendéens à Legé[35].
- 30 avril-1er mai : prise du camp de Sare par les Espagnols du général Ventura Caro ; ils se retirent après l'avoir pillé et brûlé[36].

### Mai
- 1er mai : émeute à Rouen provoquée par l'augmentation du prix du pain[37].
- 4 mai : loi sur le maximum des grains pour bloquer la hausse des prix[4].
- 5 mai : prise de Thouars par les Vendéens[3].
- 7 mai : victoire vendéenne à la bataille de Saint-Colombin ou combat de Pont-James[38].
- 8 mai : réunion du pays de Liège à la France. Le général Dampierre est mortellement blessé[3].
- 12 mai : deuxième bataille de Port-Saint-Père[39].
- 13 mai : 
  - Pauline Léon et Claire Lacombe fondent la Société des républicaines révolutionnaires[40].
  - les Vendéens prennent La Châtaigneraie et  pillent la ville[41].
- 15 mai : républicains repoussent les Vendéens devant Palluau[42].
- 16 mai : Chalbos repousse les Vendéens à Fontenay-le-Comte[3].
- 17 mai : défaite de Custine à Rixheim contre les Autrichiens[43].
- 18 mai :
  - commission girondine des douze pour enquêter sur la Commune de Paris[4].
  - les Français dirigés par général Flers, sont battus à Thuir par les Espagnols d’Antonio Ricardos[3].
- 19 mai : victoire espagnole sur la France à la bataille du Mas Deu[44].
- 20 mai : emprunt forcé d'un milliard sur tous les citoyens riches[4].
- 23 mai : défaite française à la bataille de Famars[45].
- 25 mai : prise de Fontenay-le-Comte par les Vendéens[17].
- 29 mai : début du soulèvement de Lyon contre la Convention nationale[3].
- 31 mai - 2 juin : Journées du 31 mai et du 2 juin 1793. Des insurrections populaires mettent à l’écart les Girondins. Début de la Convention montagnarde (fin le 27 juillet 1794)[46].

### Juin

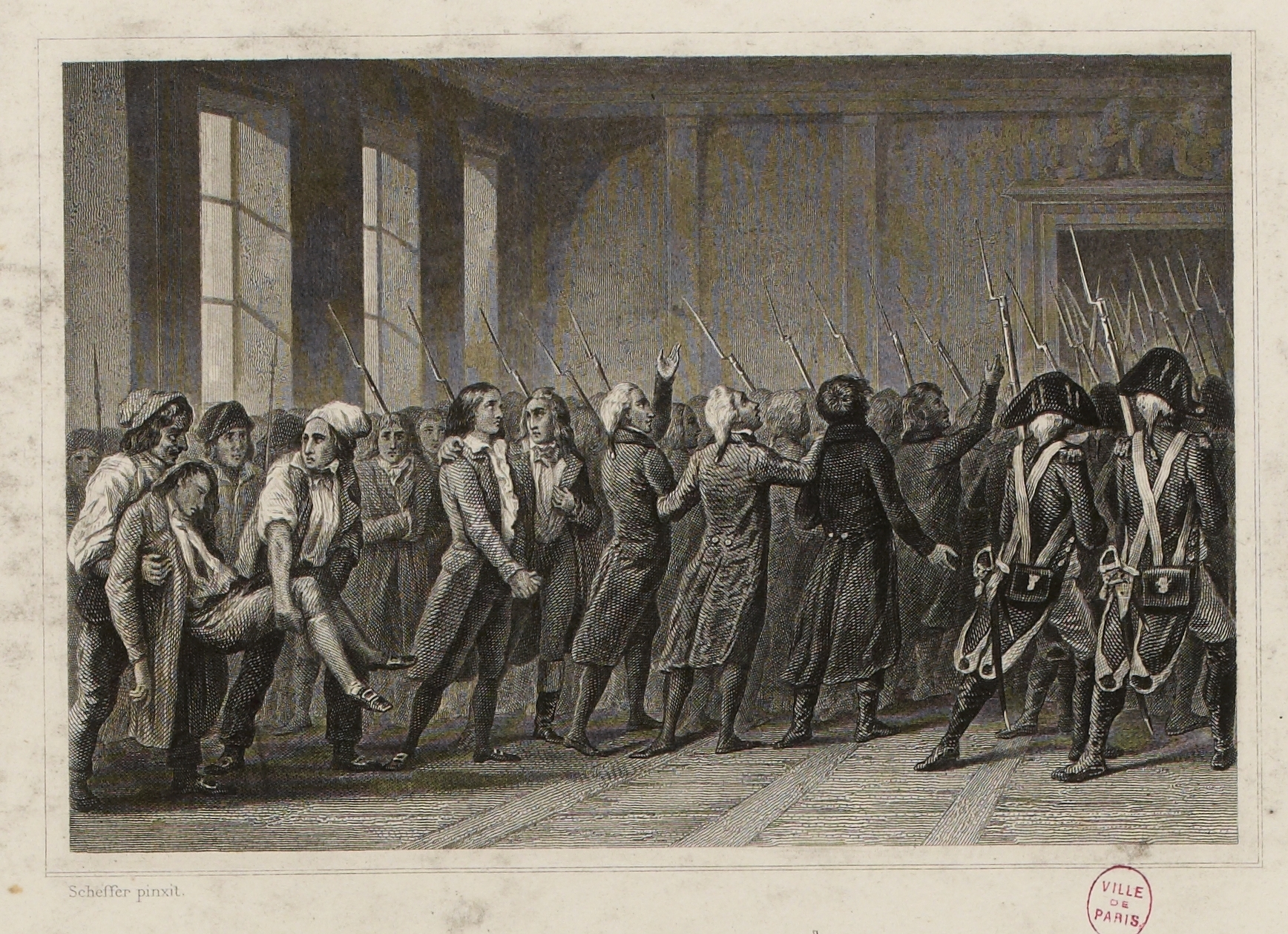
2 juin : arrestation des Girondins.

- 2 juin : arrestation de 31 députés Girondins. Début des Insurrections fédéralistes[4].
- 3 juin : défaite espagnole au combat de Baïgorry[3].
- 6 juin :
  - protestation de 73 députés contre la tyrannie de la Montagne[3].
  - défaite espagnole au combat de Château-Pignon[47].
- 7-9 juin : l'armée catholique et royale de la Vendée remporte trois victoires successives sur l'armée républicaine à Doué (7 juin) à Montreuil-Bellay (8 juin) et à Saumur, prise le 9 juin[48].
- 8 juin : décret de la Convention qui établit dans chaque département une maison de secours destinée à y recevoir les pauvres des deux sexes, perclus dans leurs membres ou privés de la vue[49].
- 9 juin : combat d'Arlon[50].
- 10 juin :
  - loi relative au mode de partage des biens communaux[51].
  - Napoléon Bonaparte quitte définitivement la Corse avec sa famille[52].
- 11 juin : prise de Machecoul par les Vendéens[53].
- 12 juin : Jacques Cathelineau est proclamé généralissime de l'Armée catholique et royale[17].
- 13 juin : prise de Condé par les Autrichiens[3].
- 18 juin : début de l'Affaire de la Brossinière[réf. nécessaire].
- 21-24 juin : incendie du Cap-Français et massacre des blancs Saint-Domingue[3].
- 22 juin : défaite espagnole au combat de la montagne de Louis XIV (Servan) ; ils repassent la Bidassoa[3].

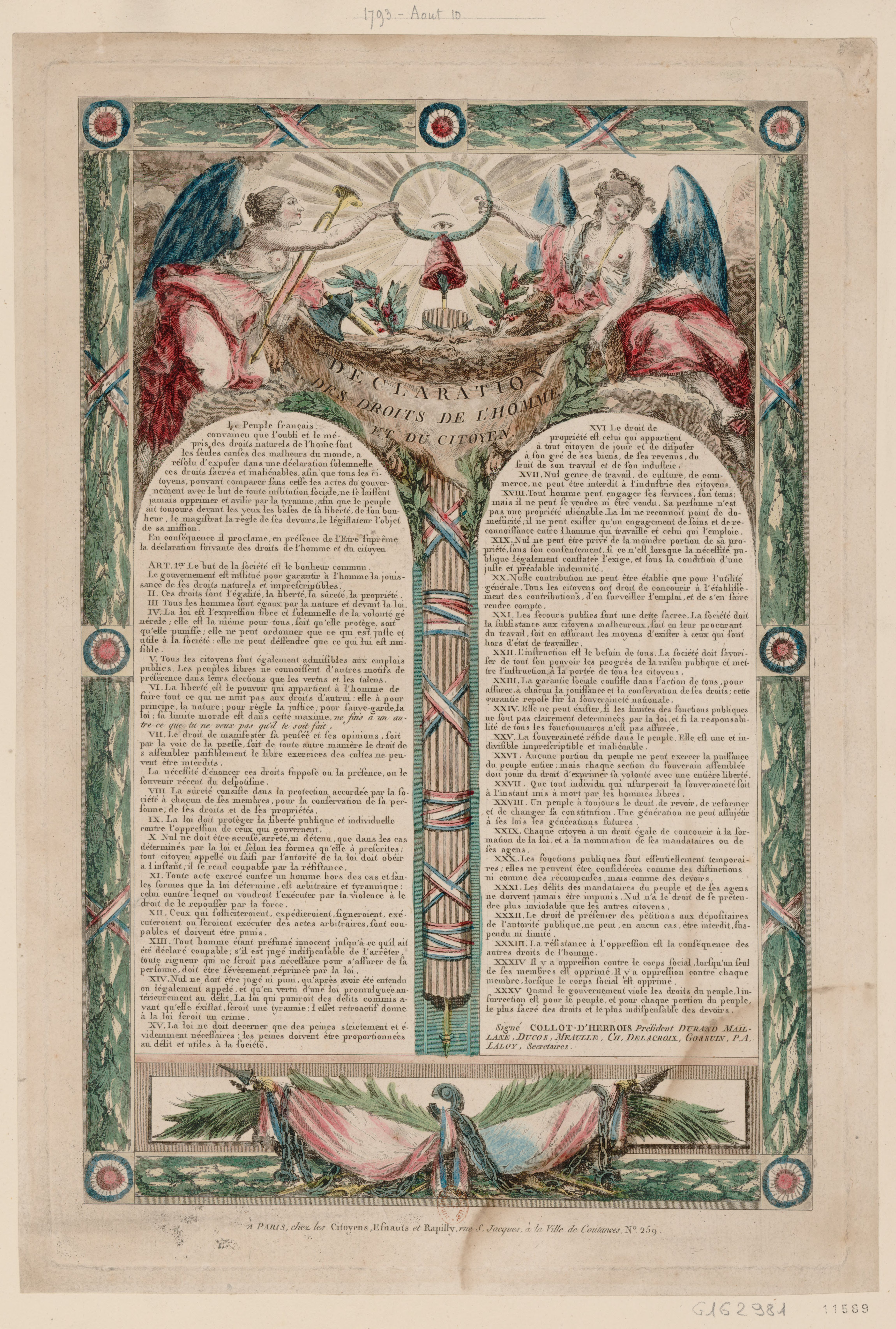
Déclaration des droits de l'homme et du citoyen.

- 24 juin : la Constitution de l'An I est promulguée. Déclaration des droits de l'homme et du citoyen de 1793 en préambule[4]. Jamais appliquée, elle fait de l'insurrection un droit sacré, imprescriptible. Elle accorde aux « assemblées primaires » le droit de faire la loi lors de référendum d'initiative populaire. Elle proclame le droit au travail, à l'assistance, à l'instruction, reconnait le droit d'asile et la naturalisation des étrangers.
- 25 juin :
  - Jacques Roux présente à la Convention le « Manifeste des Enragés »[4].
  - prise du fort de Bellegarde par les Espagnols[54].
  - le général républicain Westermann reprend Parthenay[55].
- 28 juin, 30 juillet et 14 août : Luçon résiste aux assauts des Vendéens[56].
- 29 juin : échec des Vendéens à la bataille de Nantes[4].

### Juillet
- 1er juillet : les Espagnols sont rejetés aux combats d'Ispéguy et de Baïgorry[3].
- 3 juillet : Lescure et Larochejaquelein sont battus sur la hauteur du Moulin-aux-Chèvres ; Westermann prend Châtillon mais est chassé deux jours plus tard par les Vendéens venus de Cholet[3].
- 8 juillet : défaite autrichienne au combat d'Ost-Capelle, près de Lille[3].
- 10 juillet : 
  - prise de Condé par les Autrichiens[50].
  - Danton est exclu du Comité de salut public par un vote de défiance de la Convention relatif à la politique extérieure[57].
- 12 juillet : Claude Chappe inaugure le télégraphe aérien[58].

- 13 juillet : 

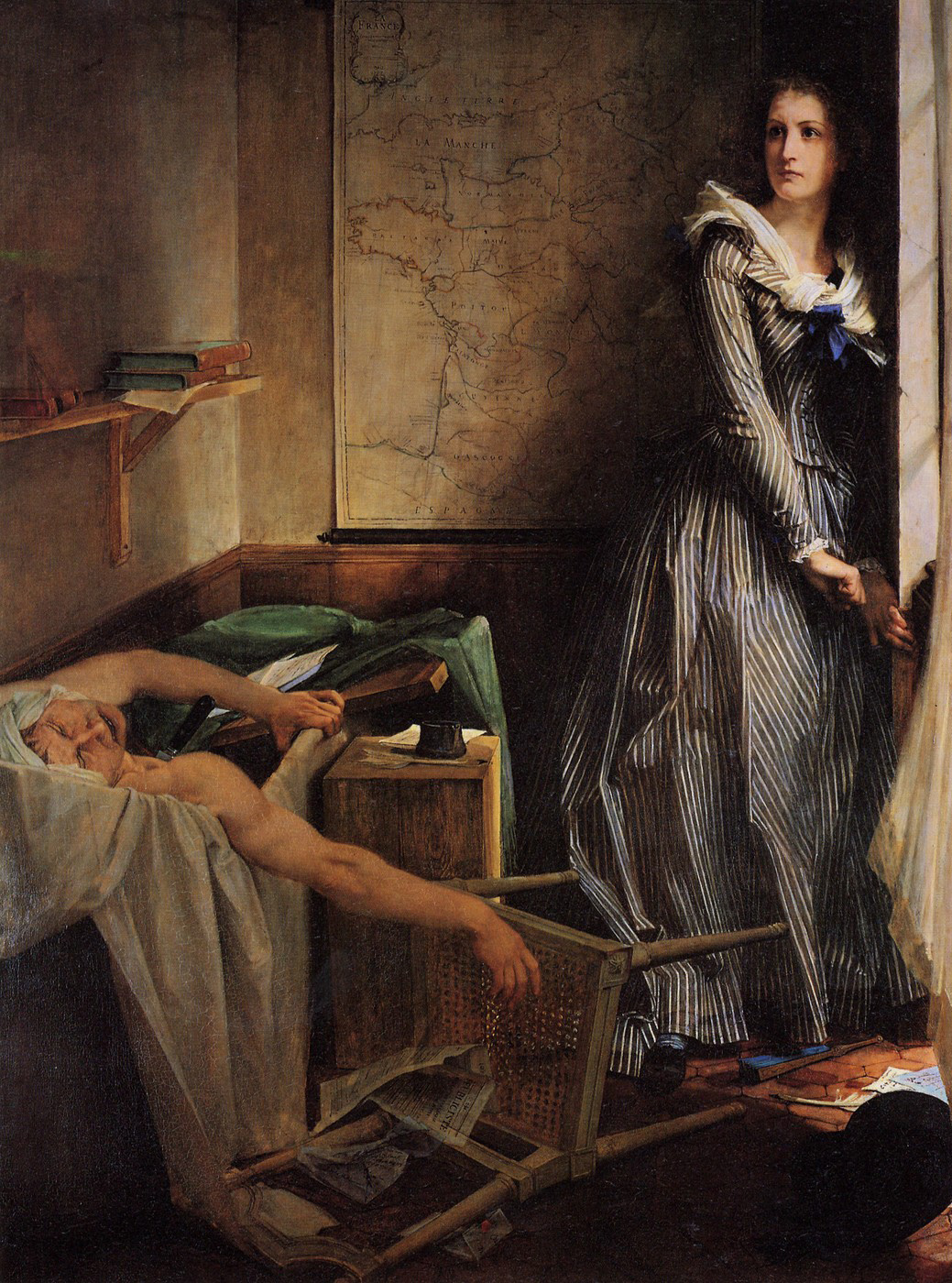
13 juillet : Assassinat de Jean-Paul Marat par Charlotte Corday, toile de Paul Baudry, 1860

  - assassinat de Jean-Paul Marat par Charlotte Corday[4].
  - échec des fédéralistes normands à la bataille de Brécourt[59].
- 15 juillet :
  - défaite des Vendéens à la bataille de Martigné-Briand[3].
  - à Lyon, procès du montagnard Chalier, qui est condamné à mort et guillotiné le lendemain ; Lyon rompt avec la Convention nationale[60].
- 17 juillet :
  - exécution de Charlotte Corday à Paris et de Marie Joseph Chalier à Lyon[4].
  - décret abolissant les privilèges féodaux[4].
- 18 juillet : défaite du général La Barollière à la bataille de Vihiers[61].
- 23 juillet : capitulation de Mayence[24].
- 26 juillet : loi prévoyant la peine de mort contre les accapareurs[4].
- 26-28 juillet : bataille des Ponts-de-Cé[62].
- 27 juillet : entrée de Robespierre au Comité de salut public[4]. Début du triumvirat Robespierre, Couthon, Saint-Just[63].
- 28 juillet :
  - prise de Valenciennes par les Autrichiens[50].
  - 20 députés girondins sont déclarés traitres à la patrie[57]
- 30 juillet : deuxième bataille de Luçon[64].
- 31 juillet : sur rapport de Bertrand Barère, la Convention décrète que les tombeaux et mausolées des « ci-devant rois », élevés dans l'église Saint-Denis, « dans les Temples et autres lieux », dans toute l'étendue de la République, seront détruits le 10 août qui suit[65].

### Août
- 1er août :
  - décret relatif aux mesures à prendre contre les rebelles de la Vendée ; il ordonne une répression sans merci[4].
  - décret portant que les étrangers suspects non domiciliés en France avant le 14 juillet 1789 seront mis en état d'arrestation[27].
  - la Convention adopte le système métrique décimal provisoire, 443,44 lignes de la "toise du Pérou". Il remplace les unités de mesure de l'Ancien Régime[66].
- 4 août :  prise de Villefranche-de-Conflent par trahison par le général espagnol Crespoet ; il doit l'abandonner vingt jours après[3].
- 5 août : Robespierre accuse Jacques Roux d'être au service des ennemis du peuple[4].
- 6 - 8 août : première destruction des tombeaux de la nécropole de Saint-Denis[67].
- 7 - 11 août : blocus de Cambrai par les Autrichiens[3].
- 8 août :
  - début du siège de Lyon conduit par le général Kellermann[60].
  - décret de fermeture de toutes les Académies[3].
  - Pierre Jadart Dumerbion est nommé général en chef provisoire de l'Armée d'Italie[68].
- 10 août : 
  - inauguration du Musée du Louvre[69].
  - bataille du château d'Aux[39].
- 12 août : la Convention décrète que tous les gens suspects seront mis en état d'arrestation[3].
- 14 août : lourde défaite des Vendéens à la bataille de Luçon[17].
- 15 août : démission de Garat et remplacement par Paré à l'Intérieur (20 août)[70].
- 18 août : combats de Linselles entre les Français et les coalisés ; attaque de la ville tenue par les Français par les Hollandais, reprise par les Français qui sont à leur tour assaillis et vaincus par les Anglais[71].

- 23 août : 

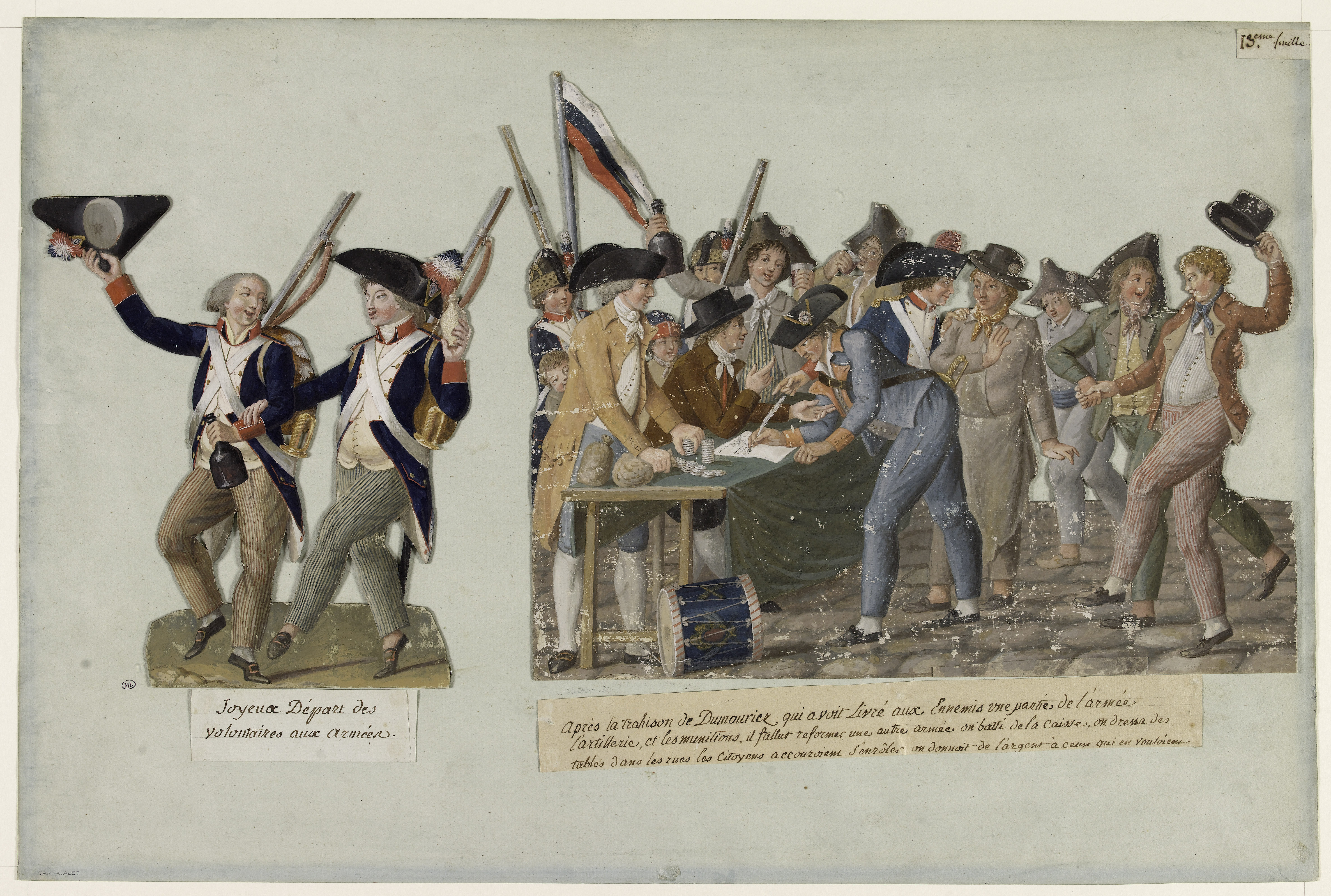
La Levée en masse, Jean-Baptiste Lesueur.

  - levée en masse de la population masculine de 25 à 35 ans, sans remplacement possible[4].
  - capitulation de Pondichéry, occupée par les Britanniques[3].
- 24 août : Grand livre de la dette publique de Pierre Joseph Cambon[72].
- 25 août : Marseille est reprise par les troupes du général Carteaux[3] ; elle est rebaptisée « ville sans nom ».
- 26 août : les Républicains reprennent La Roche-sur-Yon[73].
- 26-31 août : bataille de Vertou[74].

- 27 août :

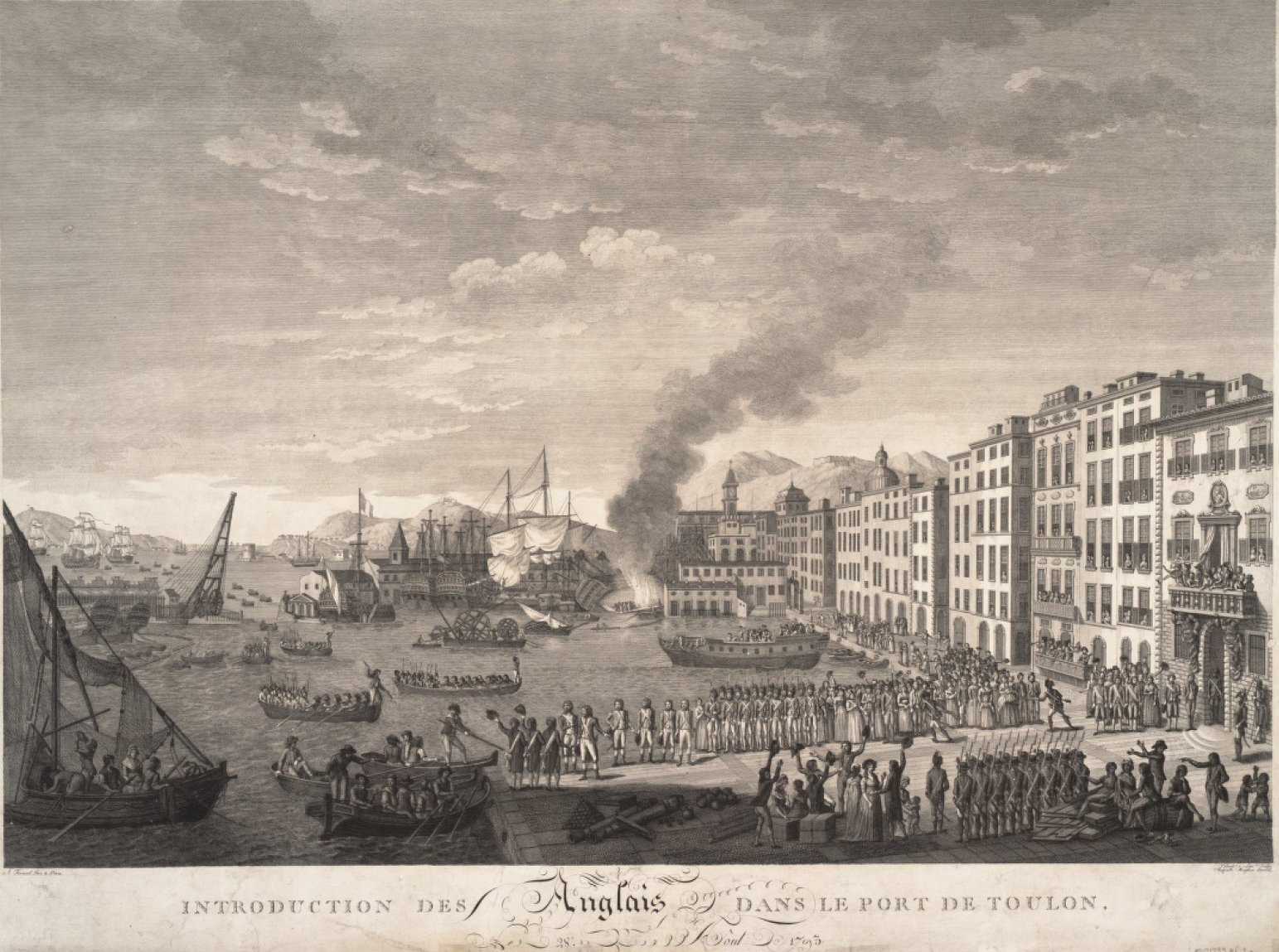
Introduction des Anglais dans le port de Toulon.

  - révolte fédéraliste à Toulon, qui va se donner aux Britanniques dans la nuit[4].
  - prise du camp de Mont-Louis sur les Espagnols[3].
- 28 août : exécution du général Custine, accusé de trahison[75].
- 29 août : le représentant de la Convention nationale Léger-Félicité Sonthonax proclame l’abolition de l’esclavage dans la colonie Saint-Domingue sous la pression des insurrections dirigées par Toussaint Louverture et dans l'espoir de résister aux menaces du Royaume-Uni et de l'Espagne[76].

### Septembre
- 2 - 3 septembre : complot de l'œillet. La reine Marie-Antoinette échoue à s'évader de la Conciergerie[77].
- 3 septembre : 
  - à la suite de violents incidents survenus lors d'une représentation, la Comédie-Française est fermée et tous les membres de la troupe emprisonnés[78].
  - capitulation de la grande Anse. Les colons de Saint-Domingue s'allient aux Britanniques pour leur livrer la colonie[76].
- 4-5 septembre : la Terreur mise à l'ordre du jour par les manifestations populaires[4].
- 6 septembre : entrée de Billaud-Varenne et de Collot d'Herbois au comité de salut public[79] qui est alors constitué de Robespierre, Saint-Just, Couthon, Hérault de Séchelles, André Jeanbon Saint André, Barère, Lindet, Prieur de la Côte-d'Or, Carnot, Prieur de la Marne.
- 5 septembre : défaite des Vendéens à la bataille de Chantonnay[3].
- 8 septembre : victoire française à Hondschoote[50].
- 10 septembre : troisième bataille de Port-Saint-Père[80].
- 11 septembre : maximum national des grains et farine[81].
- 12 septembre : prise du Quesnoy par l’armée autrichienne de Cobourg[16].
- 12-13 septembre : défaite hollandaise aux combats de Tourcoing, de Lannoy et de Menin[3].
- 14 septembre : 
  - décret sur la destruction des signes féodaux[82].
  - bataille de Vrines ou deuxième bataille de Thouars[3].
  - victoire prussienne au combat de Pirmasens[3].
  - reprise aux Autrichiens du camp de Nothweiler par la division de Lembach commandée par Gouvion-Saint-Cyr[3].
- 15 septembre : suppression des universités par un décret de la Convention[83].

- 16 septembre :

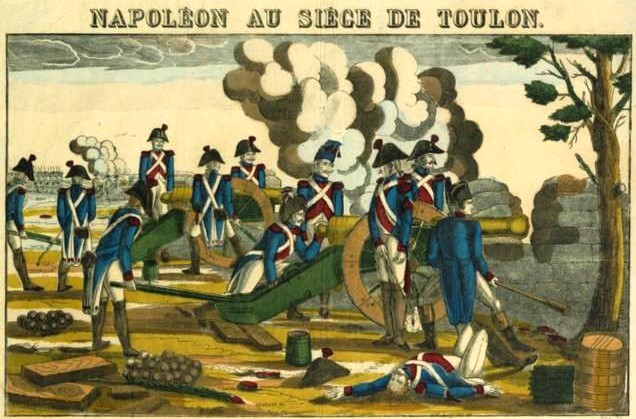
Napoléon au siège de Toulon.

  - Napoléon Bonaparte est affecté au siège de Toulon[84].
  - défaite vendéenne à la première bataille de Montaigu[3].
- 17 septembre : 
  - vote de la loi des suspects ; elle ordonne l'arrestation de tous les ennemis de la Révolution[4].
  - bataille de Peyrestortes[85].
- 19 septembre : victoire vendéenne à Coron[28] et à Tiffauges[64].
- 20 septembre :
  - bataille du Pont-Barré[86].
  - 600 soldats britanniques débarquent à Jérémie dans le sud de Saint-Domingue, accueillis par les colons ; le 22 septembre ils débarquent au Môle-Saint-Nicolas, dans le nord de l'île[87].
- 21 septembre : deuxième bataille de Montaigu[88].
- 22 septembre : 
  - bataille de Trouillas[89].
  - victoire vendéenne à la bataille de Saint-Fulgent[3].
  - bataille du Pallet[90].
- 23 septembre : l’armée autrichienne de Cobourg assiège Maubeuge[16].
- 28 septembre : bataille de Méribel[91].
- 29 septembre : 
  - institution du maximum général des denrées et salaires[92].
  - les Vendéens sont repoussés à la Noirmoutier[93].

### Octobre
- 3 octobre : 
  - mise en accusation de 41 députés girondins, traduits devant le tribunal révolutionnaire et de 75 signataires de protestations contre les Journées du 31 mai et du 2 juin[57].
  - défaite française à la bataille de Bergzabern[94].
- 3 octobre- 21 novembre : le Congrès républicain des sociétés populaires des départements méridionaux réunit à Marseille 1500 délégués à l'initiative de François Isoard ; ils entrent en conflit avec les représentants en mission qui leur demandent de dissoudre leur réunion[95].
- 4 octobre :
  - prise de Camprodon par le général Dagobert[3].
  - les Piémontais sont repoussés de Bourg-Saint-Maurice par le général Kellermann[3].
- 5 octobre : raid sur Gênes, bataille navale entre la Royal Navy et la marine révolutionnaire française qui s'est déroulée dans le port de Gênes[96].
- 6 octobre (15 vendémiaire an II) :
  - entrée en vigueur du calendrier républicain, le lendemain du décret l’instituant[97].
  - les Vendéens Bonchamps et d'Elbée sont battus par Kléber à la bataille de Treize-Septiers[98].
- 7 octobre : exécution de Gorsas, premier conventionnel à être guillotiné[3].
- 9 octobre : 
  - reprise de Lyon[3].
  - victoire républicaine sur les Vendéens à la deuxième bataille de Moulin-aux-Chèvres[98].
- 10 octobre (19 Vendémiaire II) : 
  - le gouvernement est déclaré révolutionnaire jusqu'à la paix[4].
  - Montbéliard est annexé à la France par le conventionnel Bernard de Saintes[3].
- 11 octobre : deuxième bataille de Châtillon[98].
- 12 octobre :
  - Charette prend Noirmoutier[14].
  - décret ordonnant la destruction de Lyon, rebaptisée Commune-Affranchie[3].
- 12 au 25 octobre : deuxième vague de profanations des tombeaux de la nécropole de Saint-Denis[67].
- 13 octobre : première bataille de Wissembourg[3].

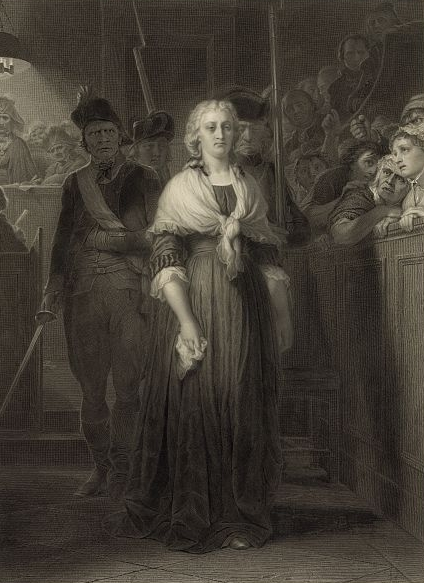
14 octobre : Marie-Antoinette au Tribunal révolutionnaire, gravure d'après Paul Delaroche

- 14 octobre : comparution de Marie-Antoinette devant le Tribunal révolutionnaire[99].
- 14-15 octobre : victoire espagnole au combat nocturne du camp de Boulou sur le général Turreau[100].
- 15 octobre : défaite vendéenne bataille de La Tremblaye[3].
- 15 - 16 octobre : victoire française à la bataille de Wattignies. Cobourg abandonne le blocus de Maubeuge et se retire sur la Sambre[101].

- 16 octobre : 

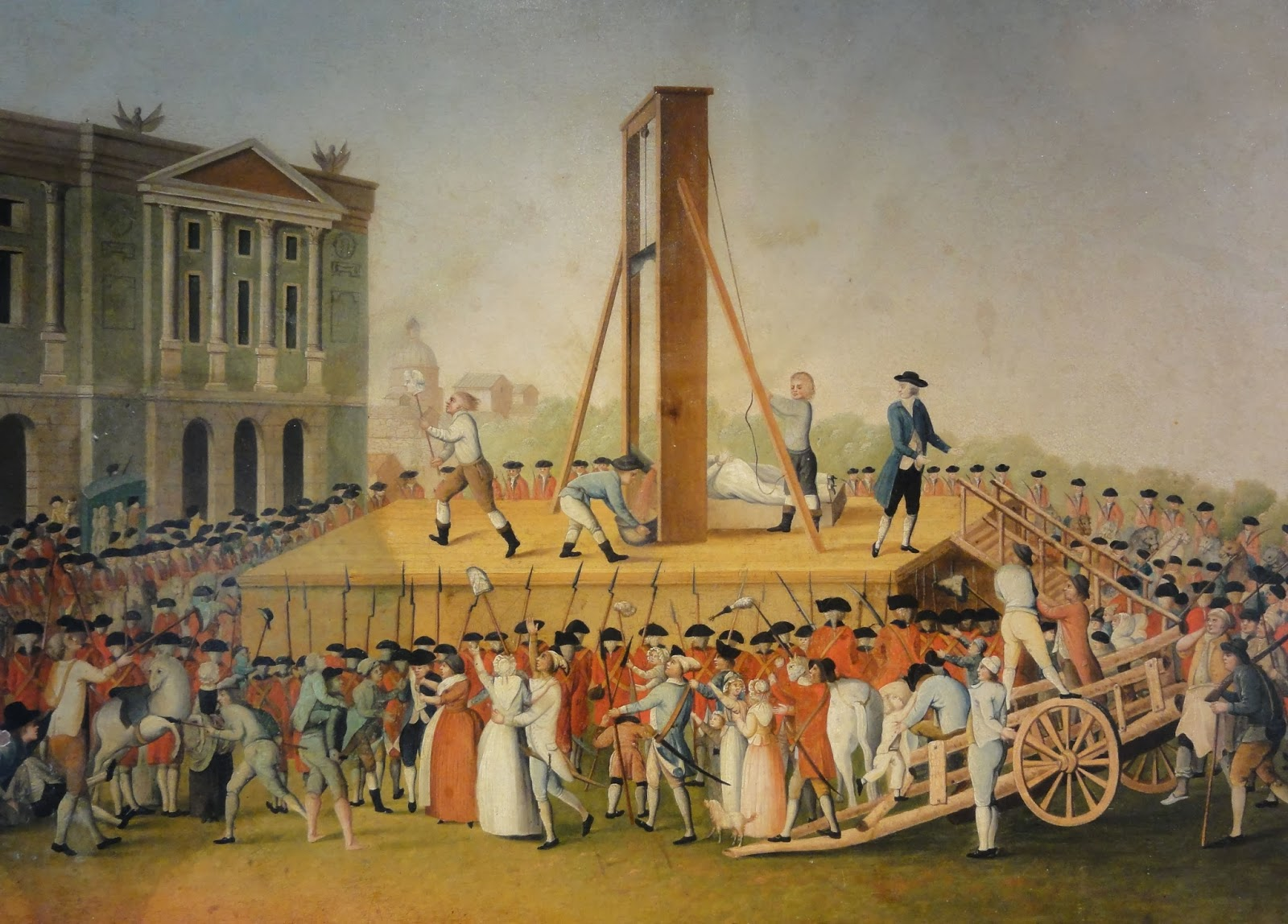
16 octobre : Exécution de Marie-Antoinette

  - énoncé du verdict par le président Herman. Marie-Antoinette, condamnée à mort, est guillotinée vers 11 heures du matin[50]
  - décret de la Convention invitant les communes ayant des noms pouvant rappeler les souvenirs de la royauté, de la féodalité ou des superstitions, à les remplacer par d'autres dénominations[102].

- 17 octobre :
  - défaite des Vendéens à Cholet[3].

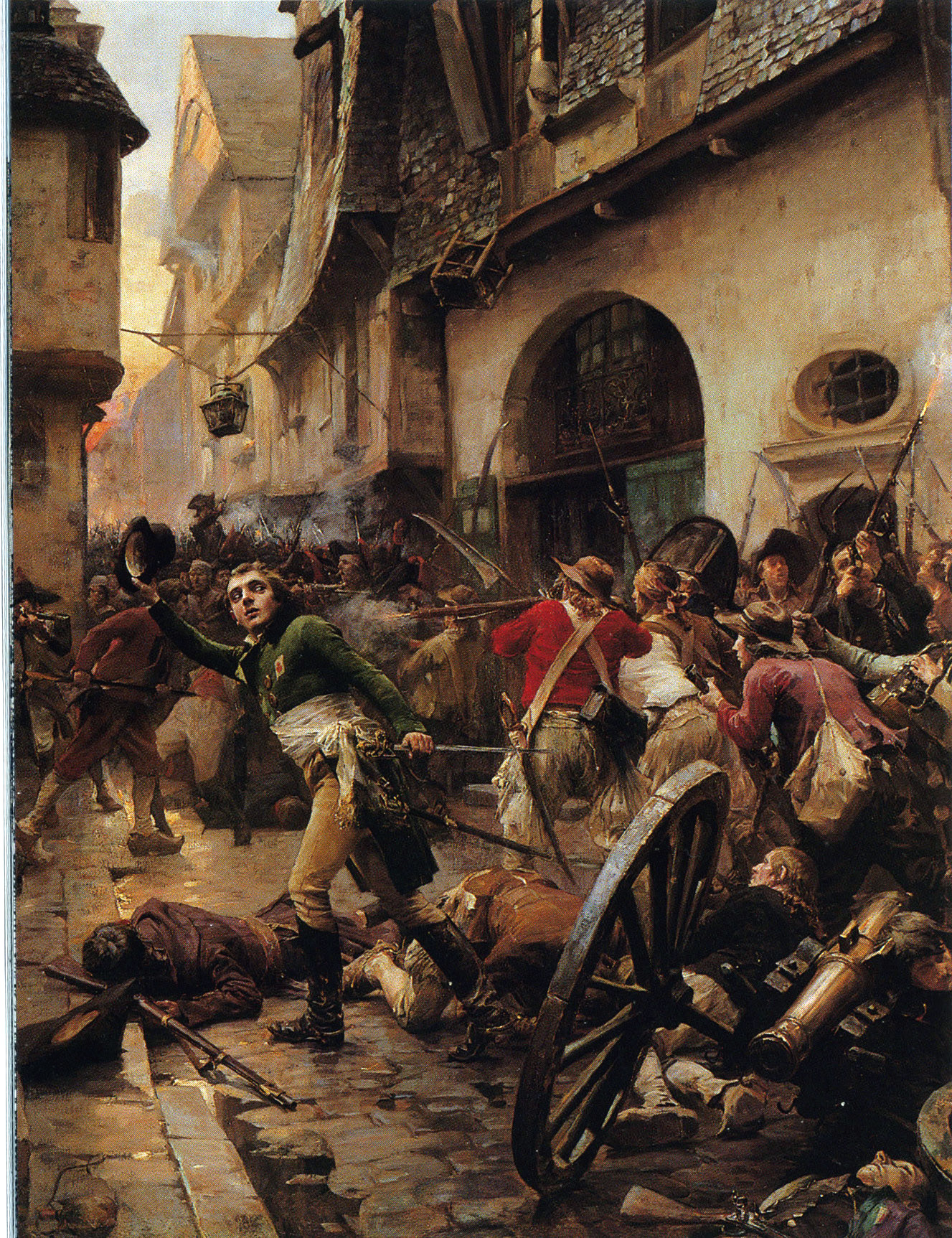
Henri de La Rochejacquelein au combat de Cholet. Paul-Émile Boutigny.

  - prise de Haguenau par les troupes austro-prussiennes du général Dagobert Sigmund von Wurmser[3].
- 18 octobre : début de la Virée de Galerne, retraite de l'armée vendéenne après le désastre de Cholet[14].
- 19 octobre : bataille de Gilette remportée par l'armée française commandée par le général Dugommier contre l'armée austro-sarde[3].
- 22 octobre :
  - défaite piémontaise au combat d'Utelle[3].
  - prise de Laval par les Vendéens[103].
- 23 octobre : prise de Menin par le général Souham[3].
- 24-25 octobre : bataille de Croix-Bataille[104].
- 25 octobre :
  - François-Armand de Saige, maire de Bordeaux est guillotiné[105].
  - bataille d'Entrammes[3] (fin le 27 octobre).
- 26 octobre : loi sur le partage égalitaire dans les successions[106].
- 30 octobre : les clubs de femmes sont interdits[107].

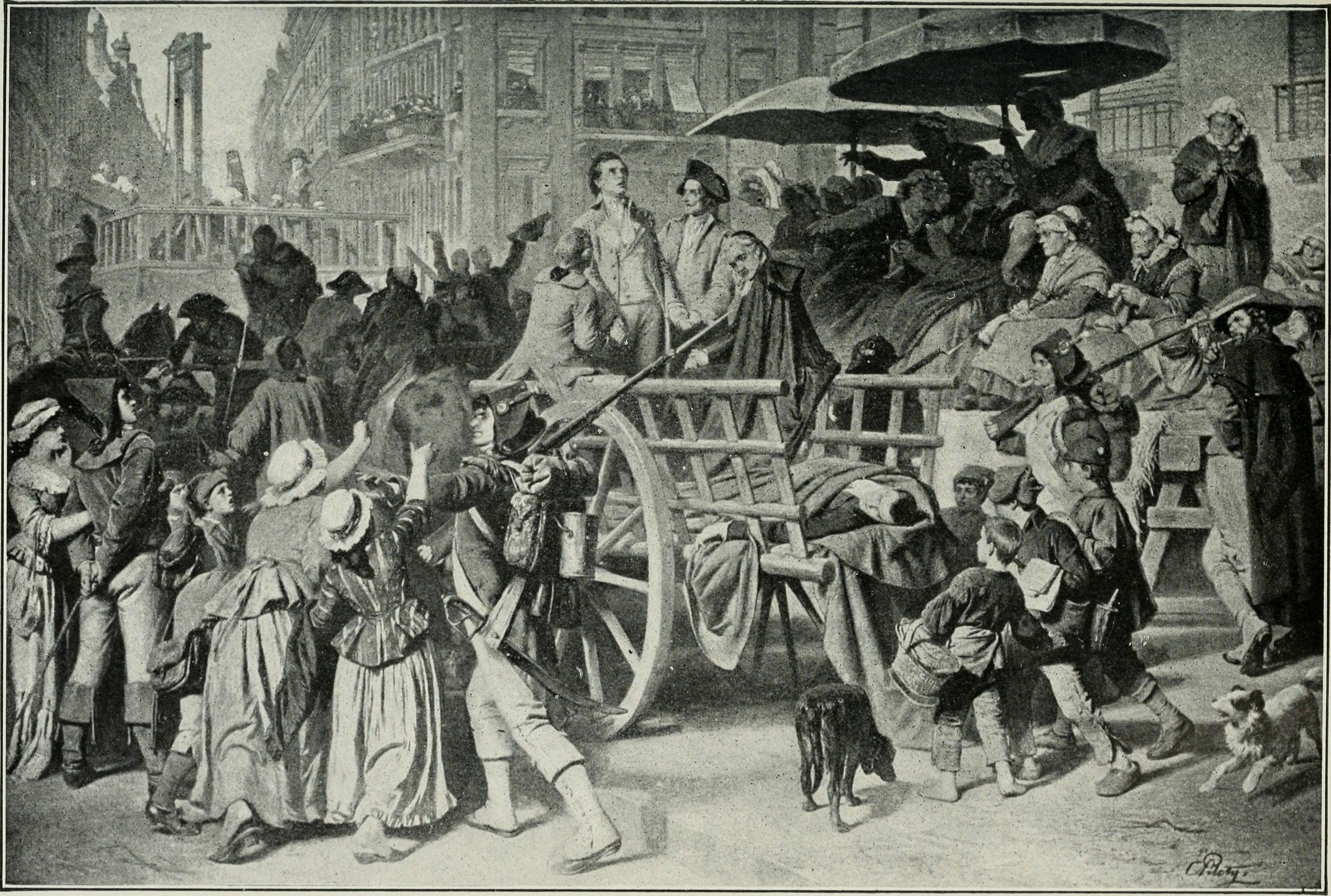
31 octobre : exécution des Girondins.

- 31 octobre : exécution des Girondins[4].

### Novembre
- 2 novembre : reconnaissance des enfants nés hors mariage[4].
- 3 novembre :
  - bataille d'Ernée et de Fougères[108].
  - Olympe de Gouges est guillotinée[109].
- 4 novembre : le Chevalier de Saint-Georges, destitué le 25 septembre et accusé de sympathies royalistes et de prévarication, est arrêté à Château-Thierry[110].
- 5 novembre : Carrier représentant en mission arrivé à Nantes le 8 octobre, prend des mesures radicales pour éliminer une partie des 10 000 prisonniers[111].
- 6 novembre : exécution de Philippe d'Orléans[112].
- 8 novembre :
  - exécution de Madame Roland[113].
  - défaite des Autrichiens du prince de Wurtemberg au combat de Guise[3].
  - décret sur le tutoiement obligatoire dans les administrations[114].

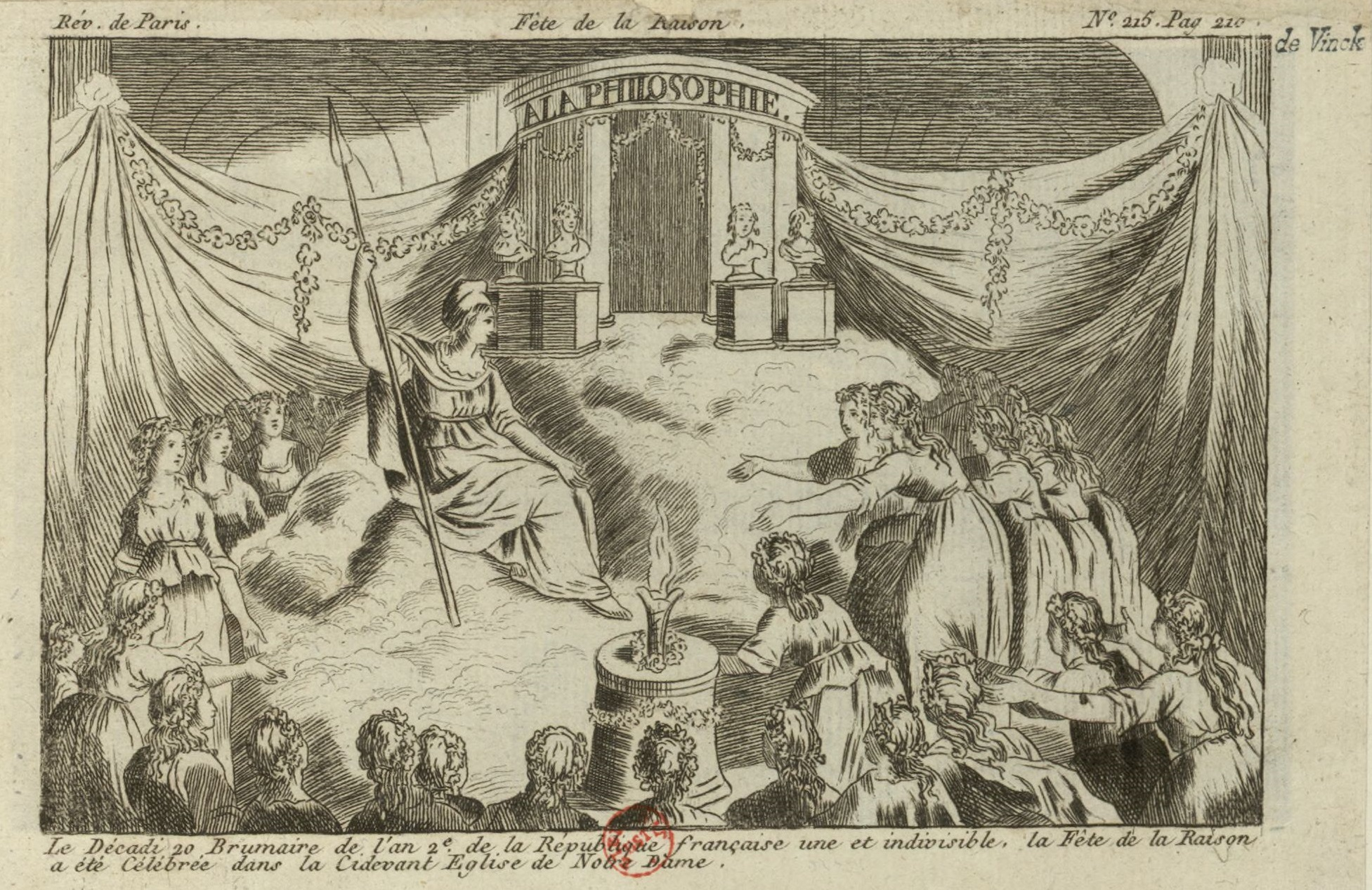
10 novembre : Fête de la Raison

- 10 novembre : Chaumette organise le culte de la Raison dans la cathédrale Notre-Dame de Paris[4].
- 12 novembre : exécution de Bailly, premier maire de Paris[109].
- 14-15 novembre : échec du siège de Granville par les Vendéens[115].
- 16-17 novembre : début des noyades de Nantes[116].
- 17 novembre : échec des Prussiens à Bitche et à Blieskastel devant Hoche à la tête de l'armée de la Moselle[3].
- 18 novembre : victoire vendéenne à la bataille de Pontorson ; ils marchent sur Dol[117].
- 18 - 30 novembre : victoire prussienne à la bataille de Kaiserslautern[118].
- 21 - 22 novembre : l'armée vendéenne, de retour de Granville, met en déroute le général Kléber à Dol et à Antrain[115]. 800 prisonniers vendéens sont fusillés par les troupes républicaines le 21 novembre à Avranches.
- 23 novembre : la commune de Paris décide la fermeture des édifices cultuels de la capitale  hormis les temples de la Raison[119].
- 24 novembre (4 frimaire an II) : 
  - la Convention publie le calendrier républicain, conçu par Gilbert Romme et proposé par Fabre d'Églantine, qui remplace le calendrier grégorien ; le 22 septembre 1792 est défini comme le premier jour de l'« ère des Français »[120].
  - victoire de Masséna sur les Piémontais à Castel-Genest[3].
- 25 novembre : bataille de Rouans[121].
- 27 novembre : bataille de La Garnache[122].
- 28-30 novembre : échec de Hoche à Kaiserslautern face aux Prussiens du duc de Brunswick[3].

### Décembre
- 3 - 4 décembre : échec du siège d'Angers par les Vendéens[115].
- 4 décembre : 
  - décret du 14 frimaire an II sur l’assèchement des marais (conjuration contre les carpes)[123].
  - le principe de « centralité législative » et l'institution du gouvernement révolutionnaire sont affirmés par décret. Les congrès des sociétés populaires, condamnés pour fédéralisme, sont interdits[4].
- 5 décembre : 
  - fusillades en masse à Lyon[4].
  - Le Vieux Cordelier, journal de Camille Desmoulins[4].
- 5 décembre-4 février 1794 : les fusillades de Nantes font de 3 000 à 3 600 victimes[124].
- 6 décembre :
  - décret sur la liberté des cultes proscrivant « toutes violences et toutes mesures contraires à la religion »[4].
  - bataille du Bois-de-Céné[125]. Reprise de l'île de Bouin sur les Vendéens de Charette par le général Haxo[3].
  - prise de Villelongue par les Espagnols[3].

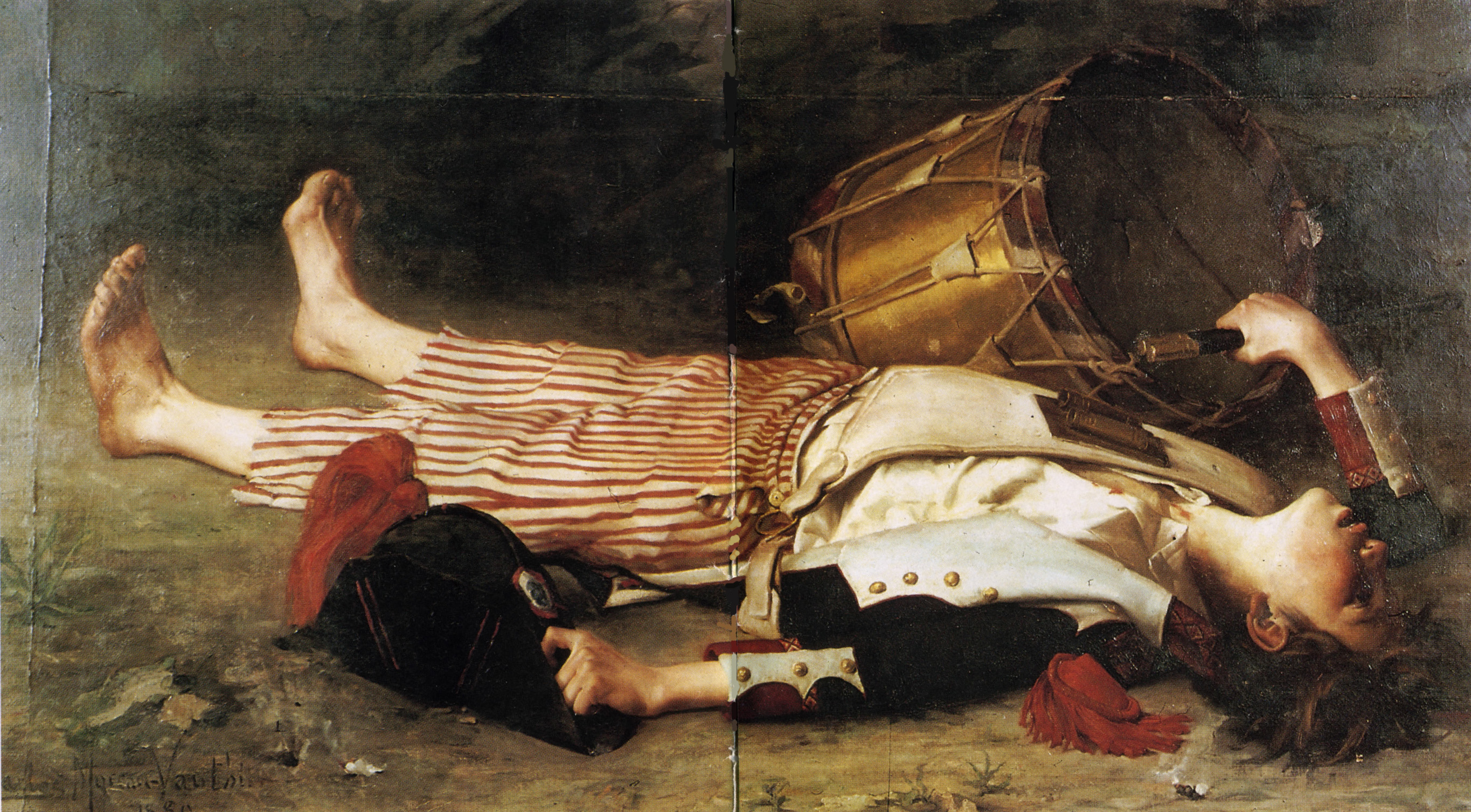
Mort de Joseph Bara, par Charles Moreau-Vauthier.

- 7 décembre : Joseph Bara, jeune tambour républicain, est tué à Jallais par les royalistes vendéens[126].
- 8 décembre : deuxième bataille de Legé[127].
- 8 - 10 décembre : bataille de La Flèche[128].
- 10 décembre : bataille de Pontlieue[129].
- 11 décembre : bataille des Quatre-Chemins[130].
- 12 décembre (22 frimaire II) : les Vendéens sont vaincus à la bataille du Mans[64]. Massacre de plus 15 000 personnes par les Républicains[115].

- 19 décembre : 

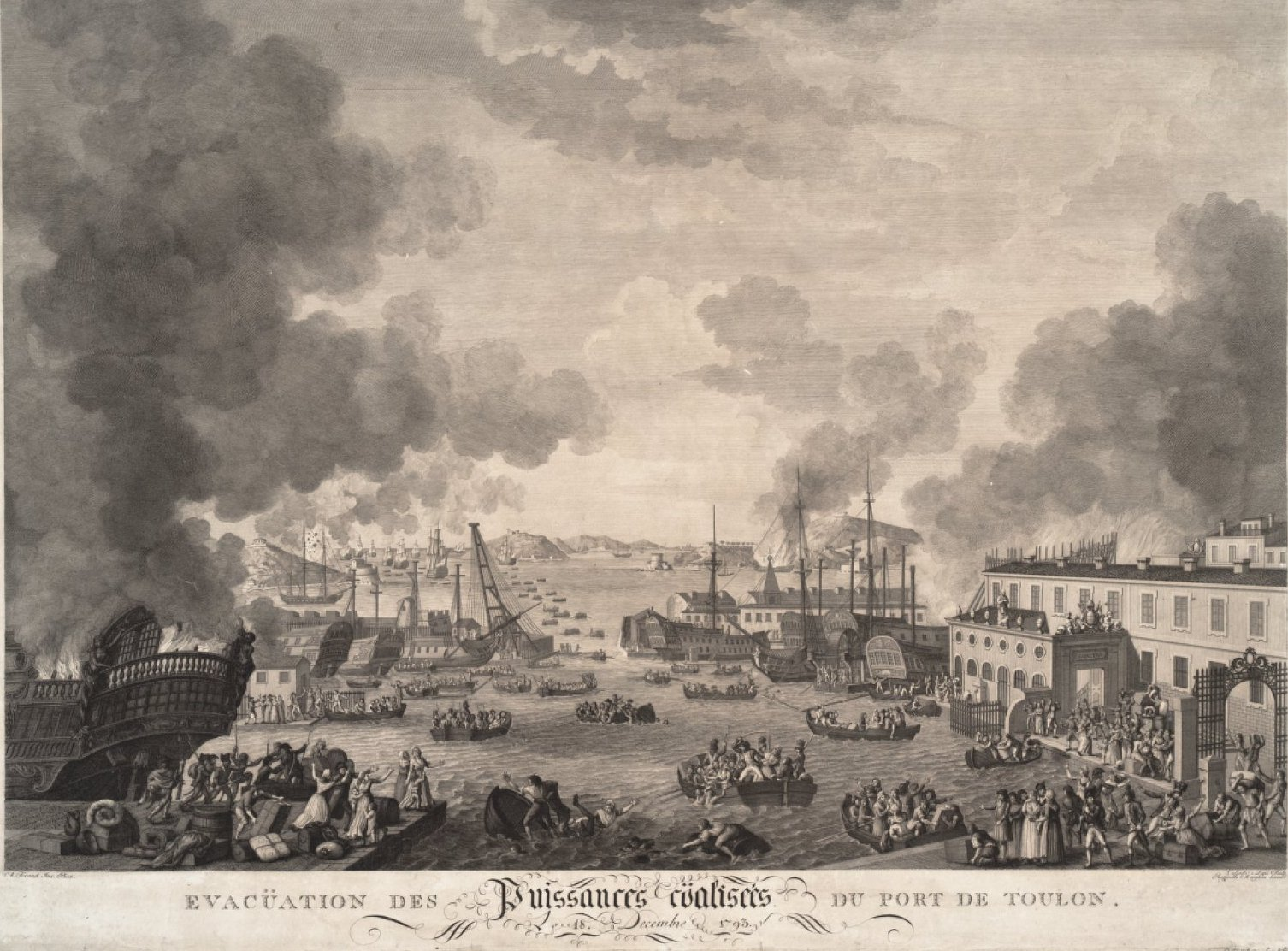
Les forces anglaises, espagnoles et napolitaines évacuent le port de Toulon en décembre 1793 après la contre-offensive républicaine.

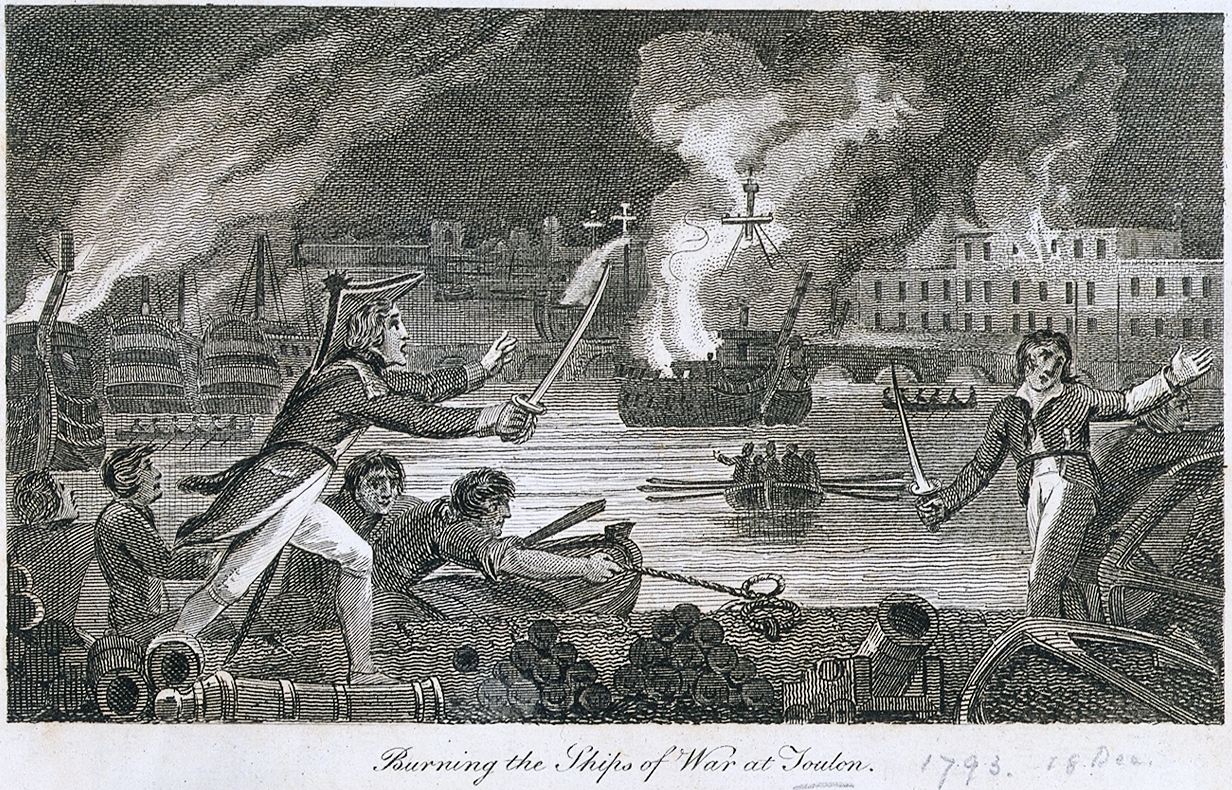
Incendie d'une partie des vaisseaux français à Toulon, en décembre 1793, lors de l'évacuation du port par les Anglais.

  - Dugommier et Bonaparte reprennent Toulon[131].
  - décret Bouquier qui permet à tout citoyen, à partir d'un certificat de civisme, de devenir instituteur et rend l'instruction obligatoire et gratuite pour tous les enfants de 6 à 8 ans[4].
- 20-22 décembre : prise par les Espagnols de Ricardos du Fort Saint-Elme, de Collioure et de Port-Vendres[3].
- 21 décembre : Couthon est élu président de la Convention[132].
- 22 décembre : les troupes du général Hoche repoussent l'armée autrichienne de Wurmser à Frœschwiller[3].
- 23 décembre (3 nivôse an II) : les Vendéens sont écrasés par Westermann à la bataille de Savenay[4]. Fin de la Virée de Galerne.
- 23-24 décembre : fusillades de masse près du Marillais[133].
- 27 décembre : seconde bataille de Wissembourg[50]. Hoche fait lever le siège de Landau. Desaix s'empare de Lauterbourg, Germersheim tombe le 28 et Spire le 29.
- 31 décembre : bataille de Machecoul[130].

## Évocations littéraires
- Victor Hugo, Quatrevingt-treize, Paris, Pocket, 1992 (1re éd. 1874), 607 p. (ISBN 2266083066).
- Anatole France, Les dieux ont soif, Paris, Calmann-Lévy, 1912, 147 p. (ISBN 978-1500142117).